# Сале (Абруцо)
Вижте пояснителната страница за други значения на Сале.
Са̀ле (на италиански: Salle) е село и община в Южна Италия, провинция Пескара, регион Абруцо. Разположено е на 450 m надморска височина. Населението на общината е 323 души (към 2010 г.).